# Eugene Bennett Fluckey
El Contraalmirall Eugene Bennett Fluckey (5 d'octubre de 1913 – 28 de juny de 2007) va ser un comandant de submarins de la Marina dels Estats Units, que a ser condecorat amb la Medalla d'Honor durant la Segona Guerra Mundial.

## Biografia
Fluckey va néixer a Washington, D.C. el 5 d'octubre de 1913. Assistí a la Western High School de Washington i a la Mercersburg Academy de Mercersburg, Pennsylvania. Es preparà per a l'Acadèmia Naval a la Columbian Preparatory School de Washington. Va ingressar a l'Acadèmia Naval dels Estats Units el 1931, on es graduà i rebé el nomenament d'alferes al juny de 1935.
El primer destí de Fluckey va ser a bord del cuirassat Nevada (BB-36) i, al maig de 1936, va ser traslladat a bord del destructor McCormick (DD-223). Al juny de 1918 va ser destinat a l'Acadèmia de Submarins de per rebre instrucció i, després de completar el curs, serví a bord del S-42 i al desembre de 1938 va ser designat a bord del Bonita (SS-165), on completà 5 patrulles de guerra. L'agost de 1942 retornà als Estats Units per rebre instrucció sobre enginyeria naval a l'Annapolis.

### USSBarb(SS-220)
El novembre de 1943 assistí a l'Acadèmia d'Oficials de Comandament de la Base Naval de Submarins de New London, sent destinat amb el Comandant de la Força de Submarins de la Flota del Pacífic. Després d'una patrulla com a oficial comandant eventual a bord del Barb (SS-220) (la seva setena patrulla), assumint el comandament definitiu el 27 d'abril de 1944. Fluckey es convertí en un dels majors comandants de submarins estatunidencs, sent el que més tonatge va enfonsar durant la Segona Guerra Mundial: 17 vaixells, incloent un portaavions, un creuer i una fragata.
En una de les accions més estranyes de la guerra, Fluckey envià una patrulla a la costa per posar càrregues de demolició en una via ferroviària costanera, destruint un tren de 16 vagons. Aquesta va ser l'únic desembarcament de les forces militars americanes a les illes del Japó durant la Segona Guerra Mundial.
Fluckey ordenà que aquesta partida de desembarcament fos composta per tripulants de totes les divisions del seu submarí, demanat quants d'ells havien estat Boy Scouts, sabedor que ells tindrien la capacitat de trobar el camí en un territori desconegut. Els tripulants triats van ser Paul Saunders, William Hatfield, Francis Sever, Lawrence Newland, Edward Klinglesmith, James Richard, John Markuson i William Walker. Hatfield va ser qui posà la càrrega explosiva, usant un petit commutador sota els rails per provocar l'explosió.
Fluckey va ser condecorat amb la Creu de la Marina en quatre ocasions pel seu heroisme extraordinari durant la vuitena, la novena, la desena i la dotzena patrulles del Barb. Durant la seva famosa onzena patrulla, continuà revolucionant la guerra submarina, dissenyant un atac nocturn contra els combois des del darrere unint-se a la línia d'escorta del flanc. Atacà dos combois fondejat a 26 milles fondejat a 20 braces (37 metres) a la costa de la Xina, amb un total de 30 vaixells. Perseguit per dues fragates, el Barb assolí un rècord de velocitat per a un submarí, navegant a 23,5 nusos usant el 150% de sobrecàrrega. Per la seva valentia, Fluckey va rebre la Medalla d'Honor, mentre que el Barb rebia la Citació Presidencial d'Unitat per les seves patrulles 8 a 11, i l'Elogi d'Unitat Naval per la seva dotzena patrulla.
El seu llibre Thunder Below! (1992) descriu les fites assolides amb el Barb. Encara que el recompte mostra més projectils, bombes, i càrregues de profunditat van disparar contra el Barb, ningú no va rebre el Cor Porpra i el Barb tornava viu, ansiós i disposat a lluitar de nou.

### Carrera de postguerra
L'agost de 1945, Fluckey va ser destinat a Groton, Connecticut per adaptar-se al Dogfish (SS-350) i per ser el nou comandant. Després de la botadura del Dogfish, però, va ser destinat a l'oficina del Secretari de la Marina per treballar directament amb James V. Forrestal sobre la unificació de les Forces Armades. D'allà anà a la Divisió de Plans de Guerra. Al desembre de 1945 va ser triat per l'Almirall de la Flota Chester W. Nimitz, el nou Cap d'Operacions Navals, com el seu ajudant personal.
El 9 de juny de 1947 tornà als submarins, assumint el comandament del Halfbeak (SS-352), el segon submarí que seria convertit a un submarí d'alta velocitat d'atac tipus GUPPY, dotat amb snorkel.
Al juny de 1949 va ser destinat a l'estat major del comandant de la Força de Submarins de la Flota de l'Atlàntic dels Estats Units per formar la Força de Reserva Naval de Submarins. Un any després va ser secretari de l'almirall James Fife, Jr.. Des de l'1 d'octubre de 1950 al juliol de 1953 serví com a Agregat Naval Americà a Portugal. El govern portuguès el condecorà amb la Medalha Militar pel seu servei distingit, sent la primera vegada que aquesta condecoració era concedida a un agregat naval de qualsevol nació.
El setembre del 1953 assumí el comandament del Sperry (AS-12), un vaixell nodrissa de submarins. Entre el 14 d'octubre de 1955 i fins al 14 de gener de 1955 comandà la Setena Flotilla de Submarins. Després tornà a l'Acadèmia Naval per comandar el Departament d'Enginyeria Elèctrica.
El juliol del 1960, el President Eisenhower aprovà la seva promoció a Contraalmirall, sent comandant del 4t Grup Amfibi. El novembre de 1961 va ser president del Comitè Naval d'Inspecció, a Washington, D.C.. Entre juny de 1964 i juny de 1966 va ser ComSubPac (Comandant de la Força de Submarins, Flota del Pacífic). El juliol del 1966 va ser nomenat Director d'Intel·ligència Naval. Dos anys després va ser nomenat Cap del Grup de Consell i Assistència Militar a Portugal.
Fluckey es retirà del servei actiu com a contraalmirall el 1972. La seva esposa, Marjorie, morí el 1979, després de 42 anys de matrimoni. Posteriorment dirigiria un orfenat a Portugal durant diversos anys amb la seva segona esposa, Margaret.
Va morir a Annapolis, Maryland el 28 de juny del 2007.

## Condecoracions
- Medalla d'Honor
- Creu de la Marina amb 3 Estrelles d'Or
- Citació Presidencial d'Unitat de la Marina i el Cos de Marines
- Elogi d'Unitat Naval
- Medalla del Servei a la Defensa Nacional
- Medalla del Servei de Defensa Americana amb Insígnia Flota
- Medalla de la Campanya Americana
- Medalla de la Campanya Asiàtica-Pacífica
- Medalla de la Victòria a la II Guerra Mundial

A més, Fluckey va rebre l'Àliga Escolta el 1948. Només hi ha 7 persones que hagin rebut la Medalla d'Honor i l'Àliga Escolta (els altres 6 són Aquilla J. Dyess, Robert Edward Femoyer, Mitchell Paige, Benjamin L. Salomon, Leo K. Thorsness i Jay Zeamer, Jr.).